# Rageot
 (novembre 2021).
Rageot Éditeur  est une maison d'édition créée en 1941 par Georges et Tatiana Rageot, spécialisée dans les romans pour la jeunesse et la littérature young adult. 

## Histoire
Créée en 1941, la maison d’édition Rageot est initialement installée à Paris. Fondée par Tatiana et Georges Rageot qui ont créé les éditions de l’Amitié-G. T. Rageot, elle est encore active de nos jours. Par la suite les créateurs vont concevoir un slogan qui est « Le tour du monde avec les heures joyeuses », faisant référence à la collection « Heures Joyeuses », destinée aux enfants. Locomotive de ces éditions, cette collection est active de 1942 à 1960 avec cent treize volumes, pour l'essentiel des traductions, surtout de l'anglais. 
Avant même de disparaître en 1960, « Heures Joyeuses » est remplacée dès 1959 par la « Bibliothèque de l'amitié » qui sortira deux cent trente-trois volumes. Le slogan est alors "l'amitié à travers le monde". Cette collection est à son tour supplantée par la collection « Cascade » en 1989.
Parallèlement à ces collections phares, l'Amitié-G. T. Rageot sort plusieurs collections secondaires comme « Les grands musiciens », « Le livre T.V. » (14 volumes en 1963-1964) et la série « Bibliothèque de l'amitié-Histoire » en 1966, qui se limite à 29 titres jusqu'en 1976.
À partir de 1946, la distribution des livres est confiée à Hatier, et en 1956, alors que Georges Rageot est décédé, Tatiana s'associe avec la Librairie Hatier pour la commercialisation des ouvrages. 
La collection Cascade, créée en 1989, est déclinée en trois tranches d'âge, 7-9 ans, 9-11 ans, et 11-13 ans. La collection aura du succès puisque ses ouvrages seront vendus à plus de 14 millions d'exemplaires[source secondaire nécessaire].
Rageot appartient depuis 1959 au groupe Alexandre Hatier, et sa directrice est Murielle Couëslan. Le Groupe Alexandre Hatier a été racheté par Hachette Livre en 1996.

## Engagement
La maison d’édition Rageot est créée par le couple Rageot pendant la Seconde Guerre Mondiale dans le but de lutter contre la xénophobie instaurée à cette époque. Ainsi donc apparait la collection, “Heures Joyeuses” puis la collection “Les chemins de l’amitié” qui contribue à la démocratisation des traductions de livres étrangers en France. C’est dans cette optique de diversité qu’est créée plus tard la collection “Flash Fiction” destinée aux enfants de 8 à 13 ans rencontrant des difficultés pour lire. Si cette collection s’adresse à tout le monde, elle est surtout faite de manière que les enfants souffrant de troubles dys puissent se sentir à l’aise en lisant. En effet, la maison d’édition prend en compte les difficultés de lisibilité que rencontrent ces enfants à cause de la mise en page classique des livres, pour cela les tailles de polices sont adaptées, la mise en page est simplifiée et des illustrations sont ajoutées afin de fluidifier la lecture. En plus de travailler sur la typographie des livres de “Flash Fiction”, Rageot commande directement à ses auteurs des histoires simples et courtes afin que les enfants reprennent goût à la lecture sans qu’ils ne se sentent stigmatisés.